# 27392 Valerieding
27392 Valerieding è un asteroide della fascia principale. Scoperto nel 2000, presenta un'orbita caratterizzata da un semiasse maggiore pari a 2,4614187 UA e da un'eccentricità di 0,0913604, inclinata di 3,67208° rispetto all'eclittica.